# راندال تكس كوب
راندال تكس كوب (بالإنجليزية: Randall "Tex" Cobb)‏ مواليد 10 ديسمبر 1953 في برديج سيتي، الولايات المتحدة، هو ممثل أمريكي بدأ مسيرته الفنية سنة 1975.

## الأعمال

### أفلام
- ريسينغ أريزونا (1987)
- غضب الأعمى (1989)
- كاذب كاذب (1997)

### مسلسلات
- متزوج ولدي أطفال (1993)
- هايلاندر (1994) (بدور: كيرن)
- جوال تكساس ووكر (1998)
- الملفات الغامضة (2000)
- جوال تكساس ووكر (2001)

## روابط خارجية
- راندال تكس كوب على موقع IMDb (الإنجليزية)
- راندال تكس كوب على موقع قاعدة بيانات الفيلم (الإنجليزية)
- راندال تكس كوب على موقع بوكس ريك (الإنجليزية) (registration required)